# Palazzo Tenca
Palazzo Tenca è un edificio storico situato a Milano in via Mascheroni al civico 20.

## Storia
Il palazzo fu realizzato a partire dal 1914 in stile eclettico con influenze liberty: sebbene il quartiere fosse nato nella seconda metà dell'Ottocento, durante gli anni di esplosione dello stile liberty a Milano furono molti gli interventi di rinnovamento edilizio in stile.

## Descrizione
Il palazzo fu costruito in un curioso stile esotico con elementi ripresi dall'architettura assira: al piano terra il portone è racchiuso tra due colonne che reggono un architrave scolpito a motivi floreali e un balcone con mensoloni dalle linee decò. 
Ai piani superiori questo stile di decorazione viene ripreso assieme ad una fascia marcapiano con mascheroni dalle forme assire: all'ultimo piano invece vi è un attico retto da cariatidi sempre ispirate all'architettura assira. Sulle parti laterali della facciata sono presenti bovindi in stile con il resto del fronte.